# Filmleksikon
Filmleksikon er et dansk opslagsværk om film, redigeret af Peter Schepelern og oprindeligt udgivet af Munksgaard-Rosinante i 1995, hvor det vandt Weekendavisens Litteraturpris.
En væsentlig større, opdateret udgave udkom fra Gyldendal den 2. september 2010.

## Skrevet af
- Nicolas Barbano
- Søren Birkvad
- Michael Blædel
- Eva Jørholt
- Liselotte Michelsen
- Dan Nissen
- Henrik Ortving
- Peter Risby Hansen
- Palle Schantz Lauridsen
- Bo Torp Pedersen
- Peter Schepelern
- Kaare Schmidt
- Asbjørn Skytte
- Jakob Stegelmann
- Casper Tybjerg

## Filmografier
- Ebbe Villadsen

## Redaktion
- Peter Schepelern
- Ebbe Villadsen
- Anne Marie Petersen